# Burgstall Emetzheim
Der Burgstall Emetzheim ist eine abgegangene Turmhügelburg (Motte) in Emetzheim, einem Ortsteil der Stadt Weißenburg im mittelfränkischen Landkreis Weißenburg-Gunzenhausen in Bayern. Das Gebiet der ehemaligen Burg liegt an der heutigen Burgstraße unweit der Johanniskirche am Nordrand von Emetzheim auf einer Höhe von 427 bis 430 Metern über NHN. Die Überreste der Burg sind unter der Aktennummer D-5-6931-0181 in der Bayerischen Denkmalliste als Bodendenkmal ausgewiesen.
Die Turmhügelburg wurde von den Ortsadligen, den Kropfen von Emetzheim, die seit 1179 bekannt sind und Ministeriale der Bischöfe des Hochstifts Eichstätt waren, im 12. Jahrhundert erbaut und 1187 mit einem Kropf von Emetzheim erwähnt.
Um 1381 wird Ulrich von Putendorf als Besitzer genannt und 1595 bis 1600 Christoph Ulrich Marschall von Pappenheim. 1616 wird die Burg bereits als wüst bezeichnet.
Die Burganlage verfügte über ein Burgplateau von etwa 20 mal 25 Meter mit einer Vorburg von etwa 90 mal 60 Meter. Die heutige Burgstelle zeigt noch Reste des Burghügels.